# بيتاين بروبيل كوكاميد
بيتاين بروبيل كوكاميد (اختصارًا CAPB) هو مزيج من المركبات العضوية القريبة الصلة ببعضها البعض وجميعها مشتقة من زيت جوز الهند وثنائي الميثيل أمينو بروبيل أمين. يتوفر هذا المركب على هيئة محلول لزج بلون أصفر باهت، ويستخدم كمؤثر سطحي في منتجات العناية الشخصية. يعكس الاسم الجزء الأكبر من الجزيء، وهو مجموعة حمض الغار، والمستخلصة من زيت جوز الهند. حل بيتاين بروبيل كوكاميد محل ثنائي الإيثانول أمين كوكاميد بدرجة كبيرة. 